# イーリーブラック
イーリーブラック（Eerie black）とは、黒やダークチャコールに近い色で無彩色の一種。イーリー(Eerie)とは不気味などを意味する。

## 近似色
- 黒
- ダークチャコール